# باب الخلق (مسلسل)
باب الخلق هو مسلسل تلفزيوني مصري يُبث في رمضان 2012 على عدة قنوات عربية من بينها قناة الحياة، قناة الحياة 2، القاهرة والناس، سي بي سي وروتانا خليجية.

## قصة المسلسل
تدور أحداث المسلسل حول مدرس اللغة العربية الذي يعيش وسط حي باب الخلق العتيق ويقرر السفر إلى خارج مصر باحثا عن سبل أخرى للرزق بعد أن ضاقت به الدنيا في بلده وعندما يعود يفاجأ بالكثير من التغييرات والتطورات التي باتت تنبأ بمستقبل غريب، يحاول التعايش معاها ومواكبتها حتى يضمن الاستمرار.

## بطولة
- محمود عبد العزيز (محفوظ زلطة)
- أحمد فلوكس (شاكر)
- أحمد فؤاد سليم  (اللواء مرتضى)
- تامر هجرس (يحيى)
- عزت أبو عوف  (نصر أبو الحسن)
- منة فضالي  (منة)
- عبير صبري  (زوجة يحيى)
- عايدة رياض  (فوزية)
- محمود الجندي  (حامد)
- دينا (انتصار)
- سوزان نجم الدين
- إيهاب فهمي
- الهام عبد البديع
- عمرو عبد العزيز
- دعاء طعيمة
- شيري عادل
- سناء شافع
- محسن منصور
- فاروق فلوكس
- كريم محمود عبد العزيز
- محمد سليمان
- محمد ممدوح
- خليل مرسي
- سمير العصفوري
- سعيد صديق
- شريف باهر
- محمد مفتاح
- محمد أبو داود
- كريم كوجاك
- ضياء الميرغني
- حمزة الشيمي
- محي الدين عبد المحسن
- نادية رفيق
- محمد الصاوي
- محمد ريحان
- محمد عامر  (رامي)
- محمد علي رزق

## وقت العرض
يُبث باب الخلق 12:00 ليلاً بتوقيت مصر في القاهرة والناس، قناة الحياة 2.

## وصلات خارجية
- سياق اجتماعي سياسي لمسلسل "باب الخلق" - المستقبل - الأحد 12 آب 2012 - العدد 4428 - ثقافة وفنون - صفحة 19
- «باب الخلق» دراما اجتماعية تناقش قضايا إنسانية وتتصدى للإرهاب - جريدة الاتحاد - تاريخ النشر: الجمعة 03 أغسطس 2012